# 自由全球
自由全球（Liberty Global）是一家总部位于美国的跨国电信公司。2005年由自由传媒集团的国际业务部门与UnitedGlobalCom（UGC）合并形成。创始之初就在全球18个国家为2300多万户居民提供宽带服务，是世界最大的宽带提供商之一。2013年6月，斥資240億美元收購英國維珍媒體，從而進入歐洲市場。
2018年5月9日沃達豐以184億歐元現金收購自由全球在德國、捷克、匈牙利和羅馬尼亞的業務。
2019年2月28日，自由全球以63億瑞士法郎的價格將其瑞士分支UPC Switzerland賣給了瑞士sunrise comms 。此交易已暂停。
2020年5月自由全球旗下維珍媒體與西班牙電信旗下的英國行動電信業者O2，以50:50的比例合併。2021年6月1日完成。